# 上杉匠
上杉 匠（うえすぎ たくみ）は、日本の漫画家。

## 作品リスト
- ショショリカ（月刊ガンガンWING、全10巻）
- 楽園Node（ガンガンONLINE、全1巻）